# Гадад-Езер
Гадад-Езер (*2-а пол. XI ст. до н. е. — поч. X ст. до н. е.) — цар Арам-Цобаху. Перший з царів арамейських міст-держав, що об'єднав майже усю Сирію. Вів війни з Ізраїльським царством. Ім'я перекладається як «Гадад допомагає». В Біблії відомий як Адраазар.

## Життєпис
Син Рехоба, царя міста-держави Зобаху, що ймовірно розташовувалася в долині Бекаа. Прийшов до влади десь у другій половині XI ст. до н. е. підкорив усі арамейські міста-держави південної Сирії. Потім встановив зверхність над Тоєм, царем Хамату, встановивши тим самим контроль над центральною Сирією. Слідом за цим здолав племена мадіанітян. Царство Моав визнало зверхність Гадад-Езера. Слідом за цим підкорив дрібні арамейські і сиро-хеттські держави до річки Євфрат. Здійснив успішний похід проти ассирійських міст Верхнього Євфрату.
У 995 (за іншими розрахунками 985) році до н. е. вступив в союз з Гануном, царем Аммону, виступивши проти ізраїльського царя Давида. В тім у битві біля Мадаби зазнав поразки. Наслідком цього стало встановлення зверхності Ізраїля над Аммоном. Через декілька років (можливо 980 року до н.е.) Гадад-Езер створив нове потужне військо. Втім його військовик Совак зазнав нищівної поразки й загинув.
Це значно послабило державу, проти арамейського царя стали повставати підвладні міста й племена. Спочатку збурилися приєвфратські арамеї. Такою обставиною скористався цар Давид, що сплюндрував південний Арам, взявши данину з Дамаску. 
Висловлюється думка, що Гадад-Езер загинув у битві біля Дамаску. За іншими відомостями визнав зверхність Ізраїлю, внаслідок чого вплив того поширився до Євфрату. Втім це більше відноситься до пізніх вигадок, які повинні були уславити Давида й його могутність. Напевніше Гадад-Езер вимушений був боротися з повсталими васалами, насамперед Хаматом, що встановив союз з Ізраїлем. Один з них Резон близько 950 року до н. е. ставорив власну державу зі столицею в Дамаску. Ще до того міста Дамаск і Бех-Рехов зобов'язалися платити данину Давидові. Внаслідок цього південна Сирія відпала від Гадад-Езера. Його влада знову обмежилася долиною Бекаа. Можливо в цей час він загинув або помер. Про його нащадків нічого невідомо.